# جابرييل بيلي
جابرييل بيلي (بالإيطالية: Gabriella Belli)‏ هي مديرة متحف ‏ إيطالية، ولدت في 26 أغسطس 1952 في ترينتو في إيطاليا.